# Hurricane Electric
Hurricane Electric este un furnizor global de servicii de Internet care oferă conectivitate IPv4 și IPv6 precum și servicii data center în San Jose, California și în Fremont, California, acolo unde compania are sediul principal.